# Demografía de Chile

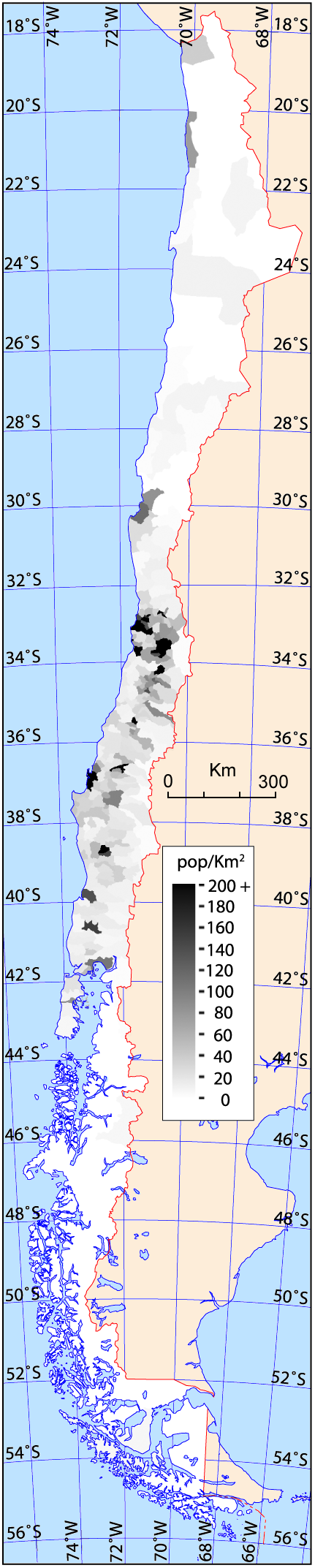
Chile. Densidad de población por comuna, según censo 2002.

La población censada de la República de Chile de acuerdo con el censo de 2024 es de 18 480 432 habitantes,
con una densidad de 24,44 hab/km². De ellos, aproximadamente el 40 % se concentra en la Región Metropolitana de Santiago. También hay 1 918 583 personas de origen extranjero estimación al
31 de diciembre de 2023.

## Población

### Población total
Chile tiene 18 480 432 habitantes (censo 2024).

## Etnografía de Chile
Las estadísticas oficiales recogidas por el censo consideran la pertenencia a pueblos indígenas u originarios, más no la identificación con otros grupos fuera del estándar de la nacionalidad chilena. 
La población que se declara no indígena representa un 88,9% del total. Respecto a los pueblos indígenas, un 9,1% se declaró mapuche, 0,7% aimara y 1% perteneciente a otros pueblos indígenas, entre ellos los rapanui, atacameños, quechuas, kollas, diaguitas, kawésqar, yaganes o yámanas.
Sin embargo, es preciso considerar que la identificación con la chilenidad está principalmente supeditada por referencias culturales y dialectales, como también por las costumbres y hábitos de cada sujeto. En conjunto, aquello ha dialogado con las distintas construcciones identitarias en torno a la nacionalidad, incluyendo perspectivas eurocéntricas y la exaltación del mestizaje como instrumentos de diferenciación racial.
Las estimaciones sobre la población chilena representan ideas ajustadas a elementos inestables y variables a través del tiempo. No obstante, es posible reconocer patrones entre cada una de ellas:
- El doctor en estudios latinoamericanos de la Universidad Nacional Autónoma de México (UNAM), Francisco Lizcano, considera a Chile un país principalmente criollo en términos culturales y ancestrales, aunque con una fuerte presencia del mestizaje y las etnias indígenas.[14]
- El profesor Joaquín Bosque Maurel afirmó la existencia de una mayoría criolla[15] a partir de la ponencia del catedrático también español Eugenio García Zarza sobre las migraciones en Iberoamérica.[16]
- El antropólogo y profesor español Claudio Esteva Fabregat, de la Universidad de Barcelona, consideró en 1981 que en el norte de Chile predomina un mestizaje equilibrado mientras que en el resto del país el mestizaje es de carácter abrumadoramente hispánico.[17]
- Por otra parte, el historiador chileno Gabriel Salazar retrata una disparidad fundacional entre criollos y mestizos, en la que prima la desigualdad territorial y es causal de una invisibilización sistémica. Si bien no define mayorías ni minorías, considera al pueblo mestizo como una masa importante de personas en busca de rehabitar los espacios históricamente negados.[18]

- Según el informe sobre Chile confeccionado por la Corporación Latinobarómetro el 2020 y, con base en una encuesta de autopercepción, un 52% del total encuestado declaró ser blanco, un 26% mestizo, 6% indígena, 1% mulato, 2% otro y un 14% no supo o no respondió frente a la pregunta ¿a qué raza/etnia se considera perteneciente usted?[19]

## Historia
Desde 1992, los censos de Chile consultan acerca de la pertencia a un grupo étnico indígena, pero no hay datos sobre la etnia del resto de la población. No obstante, ciertos estudios consideran que la población no indígena restante, alrededor de un 95 % de los chilenos, se puede subdividir en dos grandes grupos, de acuerdo a su herencia genética y su aspecto: "blancos" y "mestizos". Si bien, existen diversos estudios sobre la estructura étnica en Chile, sus resultados varían de un estudio a otro, y de una estimación a otra. Así, por ejemplo, una estimación del profesor mexicano Francisco Lizcano, de la Universidad Nacional Autónoma de México, calcula que el 52,7 % de los chilenos serían criollos, el 39,3 % sería mestizo y un 8 % sería indígena. un estudio de la Universidad de Chile identifica al 64 % de los chilenos sería caucásico, 35 % sería mestizo y 5 % sería indígena.
El antropólogo y profesor español Claudio Esteva Fabregat, de la Universidad de Barcelona, considera que culturalmente en el norte de Chile predomina un mestizaje equilibrado, y que en el resto del país el mestizaje es abrumadoramente hispánico.  Mientras que el profesor español Joaquín Bosque Maurel concluye una notable mayoría criolla, citando el libro y estudios del catedrático español Eugenio García Zarza. (1992), Las migraciones en Ibero América
De acuerdo a estudios de opinión, los propios chilenos se ven a sí mismos como mayoritariamente blancos. En la encuesta Latinobarómetro de 2007 un 53 % declaró que era "blanco", un 33 % que era mestizo". En 2011 volvió a consultar a los chilenos, "¿a qué raza se considera perteneciente usted?"; el 59 % dijo ser "blanco", el 29 % "mestizo" y el 6 % se declaró "indígena".
| Gráfica de evolución demográfica de Chile entre 1835 y |
|                                                        |

### Historia etnográfica de Chile
Durante el período colonial, la Corona española consideró necesario mantener un flujo continuo de soldados para proteger sus lejanas colonias americanas de los indígenas aún no sometidos, y de los corsarios que prestaban servicios a potencias europeas rivales. De hecho, se estableció especialmente para Chile un ejército de carácter permanente y profesional, con un gran número de efectivos. Los españoles llegaron de todas las regiones de España, especialmente desde Andalucía, Extremadura, el País Vasco, el Principado de Asturias, Navarra y las dos Castillas. Gran parte de ellos terminaron estableciéndose en Chile como colonos campesinos después de luchar contra la resistencia mapuche a la conquista.
En el siglo XVIII se produce una masiva inmigración de civiles españoles, principalmente de origen vasco, atraída fundamentalmente por la liberalización del comercio decretada por la Corona española. En los siglos XVI y XVII los vascos constituían un 5 % de la población en Chile (3.5,1 % procedentes de las Vascongadas y 1,5 % de Navarra). Logrando ser el grupo regional más importante de la población chilena, desplazando a los naturales y descendientes de nacidos en las regiones de Castilla la Nueva, Castilla la Vieja y Andalucía, que eran los componentes mayoritarios de la población chilena durante el período de la Colonia. La mayoría de estos inmigrantes vascos se dedicaron en un comienzo al pequeño comercio, aunque algunos de ellos no demoraron en amasar una gran fortuna, mezclándose luego con la aristocracia criolla de origen castellano, que era dueña de la tierra. Esta nueva aristocracia castellano-vasca formaría lo que sería la base de la clase dirigente chilena.
Junto con los colonos españoles llegaron pequeños grupos de esclavos africanos, los cuales constituían el 0,3 % de la población nacional a comienzos del siglo XIX. Durante las guerras de independencia muchos esclavos libertos abandonaron forzosamente el país con rumbo al Perú, ya que componían gran parte del ejército independentista. Con la abolición de la esclavitud, en 1823, cesó el flujo de inmigrantes africanos desapareciendo casi por completo la etnia negra en Chile.
En el Gobierno de Agustín de Jáuregui se realiza entre 1777 y 1778 el primer empadronamiento general de población del Obispado de Santiago, entre el desierto de Atacama y el río Maule, incluyendo la provincia de Cuyo, y señalaba que la población era de 259 646 habitantes y estaba compuesta por un 73,5 % de blancos, 7,9 % de mestizos, 8,6 % de indígenas y un 9,8 % de negros. En 1784, Francisco Hurtado, intendente de la provincia de Chiloé, realizó un empadronamiento de población de Chiloé según el cual la población ascendía a 26 703, de los cuales un 56,4 % de blancos y un 43,5 % de indígenas. Finalmente, en 1812, el Obispado de Concepción realiza un empadronamiento de población, del río Maule al sur, pero sin incluir a los habitantes de la provincia de Chiloé; el cual dio como resultado una población de 210 567, de los cuales el 86,1 % eran españoles y blancos, un 10 % de indígenas y un 3,7 % de mestizos, negros y mulatos.
En 1848 ocurrió una considerable inmigración de alemanes y franceses, la inmigración alemana fue patrocinada por el gobierno chileno con propósitos de colonización para las regiones meridionales del país. Estos alemanes (también suizos y austriacos), notablemente atraídos por la composición natural de las provincias de Valdivia, Osorno y Llanquihue, se instalaron en las tierras regaladas por el gobierno chileno para poblar la región. También se registra un gran número de otros europeos principalmente alemanes, españoles, italianos, suizos, franceses, croatas e ingleses llegados a Chile tras la primera y Segunda Guerra Mundial, especialmente en el sur. Actualmente los descendientes de esos primeros inmigrantes viven en su mayoría en las grandes ciudades, siguiendo la lógica de concentración de la población, fenómeno que se observa progresivamente en Chile desde el siglo XX.
De acuerdo al censo de 2002 los pueblos indígenas originarios del país representan el 4,6 % de la población. La mayor parte de estos indígenas son mapuches. Los pueblos de habla aimara y quechua viven a lo largo de la frontera nortina limítrofe con Perú y Bolivia. Existen también personas de ascendencia polinésica, aborígenes del territorio chileno insular de Isla de Pascua en Oceanía.

## Evolución de la población
Estos datos se basan en los resultados obtenidos por censos en la Colonia.
- En 1536 se calcula que entre Copiapó y Valdivia había un millón de indígenas y se redujo a la mitad a fines del siglo.[31] Otros cálculos que incluyen el territorio desde Copiapó a Chiloé (territorio de los pueblos de lengua mapuche) hablan de 725 000 a 1 540 000 nativos y se redujo hasta dos tercios con la conquista.[32]
- En 1570 se calculan en 624 000 habitantes.[33]
- En 1590 se calculan en 582 000 habitantes.[33]
- En 1600 se calculan en 190 525[34] -549 000 habitantes.[33]
- En 1620 se calculan en 557 000 habitantes.[33]
- En 1778 se contaron 808 861 habitantes.[35][36][37]
- En 1784-1796 se calculaban en 430 593 habitantes.[38]
- En 1800 se estimaban en 750 000 habitantes (230 000 indígenas).[39]
- En 1810 se estiman en 800 000 habitantes.[40]
- En 1812 se contaron 877 148 habitantes.[41]
- En 1813 se contaron 823 685 habitantes.[42][43] (En aquel entonces la población en los territorios mapuches se estimaba en 112 000 personas).[44][45]

Estos datos se basan en los resultados obtenidos por los censos realizados en el país durante su historia republicana. Entre los censos de 1835 y 1875 no se incluyó la Araucanía. Desde 1885 se incluyen la Araucanía, Arica, Antofagasta, Tarapacá y Tacna, esta última se deja de incluir desde el censo de 1930.
- En 1835, primer censo oficial de la república, se contaron 1.010.336 personas.[46]
- En 1843 se contaron 1 083 801 habitantes. Se estima que se omitieron 200.000 personas.[31]
- En 1854 se contaron 1 439 120 habitantes.
- En 1865 se contaron 1 819 223 habitantes.
- En 1875 se contaron 2 075 971 habitantes.
- En 1885 se contaron 2 507 005 habitantes.
- En 1895 se contaron 2 695 625 habitantes.
- En 1907 se contaron 3 231 531 habitantes.
- En 1920 se contaron 3 730 235 habitantes.
- En 1930 se contaron 4 287 445 habitantes.
- En 1940 se contaron 5 023 539 habitantes.
- En 1960 se contaron 7 374 115 habitantes.
- En 1970 se contaron 8 884 115 habitantes.
- En 1982 se contaron 11 329 736 habitantes.
- En 1992 se contaron 13 348 401 habitantes.
- En 2002 se contaron 15 116 435 habitantes.
- En 2012 se contaron 16 572 831 habitantes (informe preliminar).
- En 2017 se contaron 17 574 003 habitantes.
- En 2050 se estima que la población chilena crecería a entre 19,9 y 23,7 millones, entre cálculos bajistas y alcistas.[47]

La población chilena ha aumentado mucho su expectativa de vida, a inicios del siglo XX el promedio de vida era de 35 años, cien años después es de 78 años, también se ha experimentado una baja en la tasa de natalidad. El proceso de envejecimiento de la población se producirá en toda Latinoamérica, en especial en los países del Cono Sur (por ejemplo, Argentina pasará de 4,9 millones de ancianos en 2000, a 7,8 en 2025 y 12,7 en 2050).
Crecimiento de la población chilena mayor de 60 años.
| Año  | Población mayor de 60 años | Porcentaje sobre la población |
| ---- | -------------------------- | ----------------------------- |
| 2000 | 1 550 000                  | 10,2 %                        |
| 2017 | 2 850 171                  | 16,2 %                        |
| 2025 | 3 557 000                  | 18,2 %                        |
| 2050 | 5 228 000                  | 24,1 %                        |

## Migración
La inmigración europea y del medio oriente, producida durante la segunda mitad del siglo XIX y la primera del XX, junto con la correspondiente a las costas atlánticas del Cono Sur, fue la más significativa de Latinoamérica, e incluye preferentemente alemanes, británicos, croatas, italianos, franceses, palestinos, judíos, griegos, holandeses, suizos, entre otros.
Según el censo de 2002, el número de extranjeros residentes en Chile ascendió a unas 184 664 personas, lo que representó el 1,2 % de la población total. Entre 2004 y 2010, la inmigración legal de países vecinos a Chile se ha convertido en la más importante, incrementándose en un 50 % hasta un estimado de 365 459 personas, principalmente provenientes de Perú (136 819), Argentina (61 563), Bolivia (24 917), Ecuador (19 784) y Colombia (14 029).
El contingente extranjero en Chile nunca ha sobrepasado el 4,5 % de la población (no se cuenta en este porcentaje, lógicamente, a algunos de sus descendientes que son de nacionalidad chilena de nacimiento), y las cifras de inmigración han aumentado desde 1990. Su influencia social y las consecuencias de esta prolongada llegada de personas de distintas nacionalidades, constituyen un fuerte impacto, aunque la proporción de extranjeros en Chile es incomparable con la en aquellos países europeos donde hasta 23 % (por ejemplo en Suiza) de la población es de nacionalidad extranjera.
Pese a que la emigración ha disminuido durante la última década, en 2005 se determinó que 487 174 chilenos residían fuera de Chile, representando cerca del 3 % de la población total estimada del país en ese año —16 267 278 habitantes—. Del total de chilenos emigrados, la mayor parte se encontraba en Argentina (43,3 %), Estados Unidos (16,6 %), Suecia (5,6 %), Canadá (5,2 %) y Australia (4,8 %).
Dentro del país, la movilidad de la población se ha acrecentado durante las últimas décadas provocando una migración masiva desde los campos hacia las grandes ciudades del país. Mientras en las regiones del centro-sur del país, más del 80 % de su población nació en la misma región (en la Región del Biobío alcanza el 86,11 %), en la Región Metropolitana solo lo es el 71 % de la población, mientras en las regiones extremas como en la Región de Magallanes esta cifra llega solo al 55 %. La mayoría de los chilenos que se trasladaron desde sus localidades de origen a otras regiones, lo hicieron entre las décadas de los años 1960 y 1980, a raíz de problemas políticos, económicos y laborales (muchas familias en el sur, no poseían tierras, ni oficios fijos, tampoco contaban con servicios básicos). De la totalidad de chilenos emigrantes, solo un 15.7 % lo ha hecho después de 1989. La tasa de migración, (diferencia entre inmigrantes y emigrantes) llegó el año 2002 a 0.00, lo que indica una virtual igualdad entre ambos grupos.

## Evolución demográfica de Chile

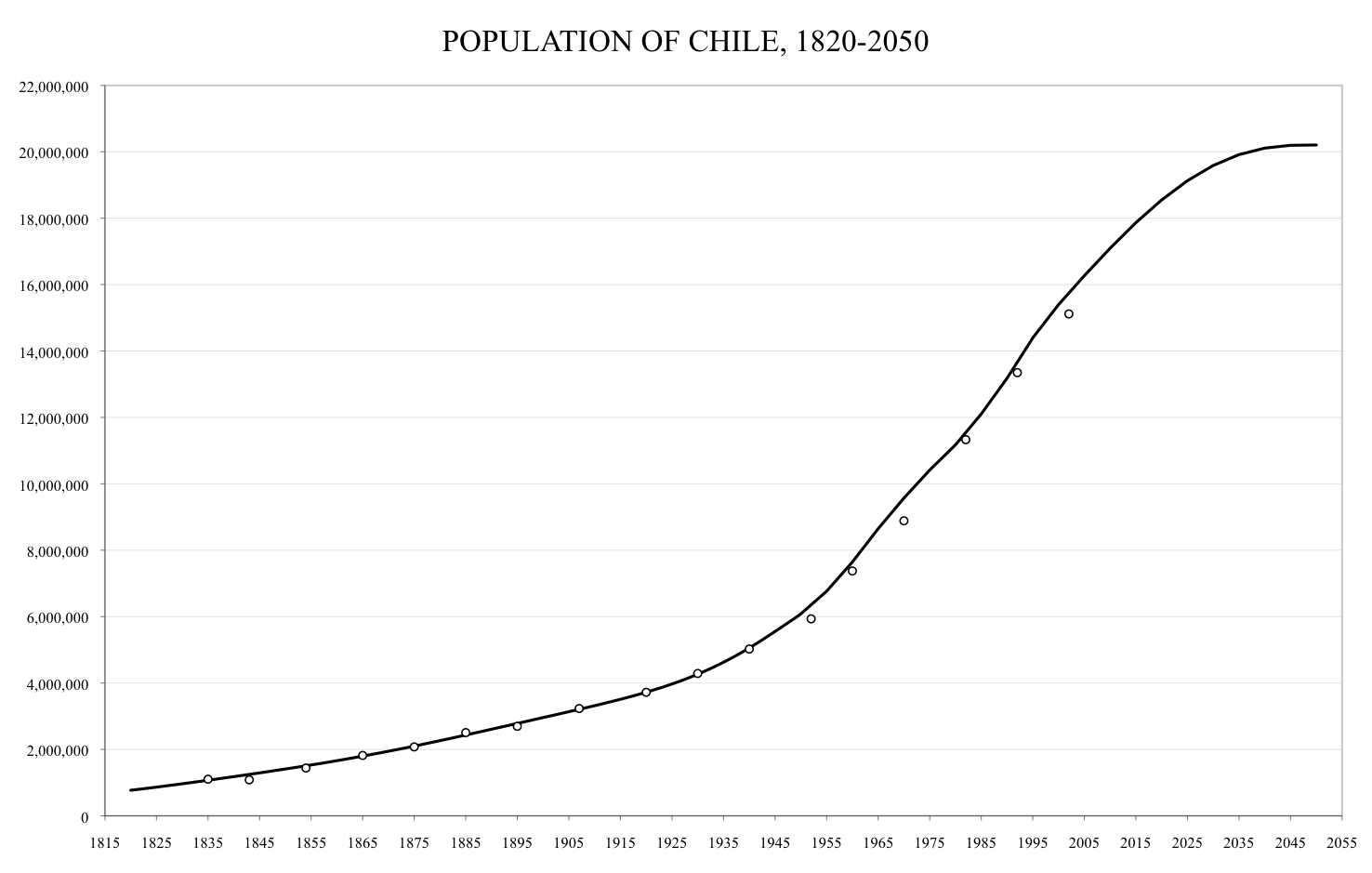
Información censal y proyección demográfica chilena.

Aunque la población de Chile se ha quintuplicado durante el siglo XX, la tasa de crecimiento intercensal 1992-2002 fue del 1,24 % anual, la que debería seguir bajando durante los próximos años. La evolución demográfica de Chile (según datos del censo 2002) ha progresado tendente a converger a un perfil de país desarrollado. De acuerdo a los últimos datos del INE en 2009 la tasa bruta de natalidad se situó en 15,0 por mil y la tasa bruta de mortalidad en un 5,4 por mil con un crecimiento natural de la población del 9,6 por mil o el 0,96 %. De esta forma se ha experimentado un notable descenso en la cantidad de nacimientos, ya que la tasa bruta de natalidad se situaba en 18,5‰ en 1997. En la región, Chile integra junto a la Argentina, Cuba y Uruguay, el grupo de países con una transición demográfica avanzada, caracterizada por poblaciones con natalidad y mortalidad moderada o baja, lo que se traduce en un crecimiento natural bajo, del orden del 1 %. La pirámide de población ha evolucionado consecuentemente desde un perfil piramidal (mucha población joven y poca población vieja) a un perfil campaniforme con su base más estrecha, lo que significa un incremento notable de la población adulta con una media de edad por sobre los 30 años. En 2002, la tasa de personas mayores a 60 años fue del 11,4 %, cifra superior al 9,8 % de 1992. Las proyecciones indican que en 2010 esta cifra alcanzaría casi el 13 % de la población total.
Otro hecho que destaca la evolución demográfica de Chile es que según el INE, la tasa global de fecundidad en 2009 se situó en alrededor de 1,9 hijos por mujer, valor por debajo del límite del reemplazo generacional de 2,1 hijos por mujer. Ese valor, se ha mantenido constante en los últimos años, lo que sitúa a Chile como uno de los países con más baja fecundidad de América Latina, junto con Cuba, entre otros.

## Condiciones sociales de la población

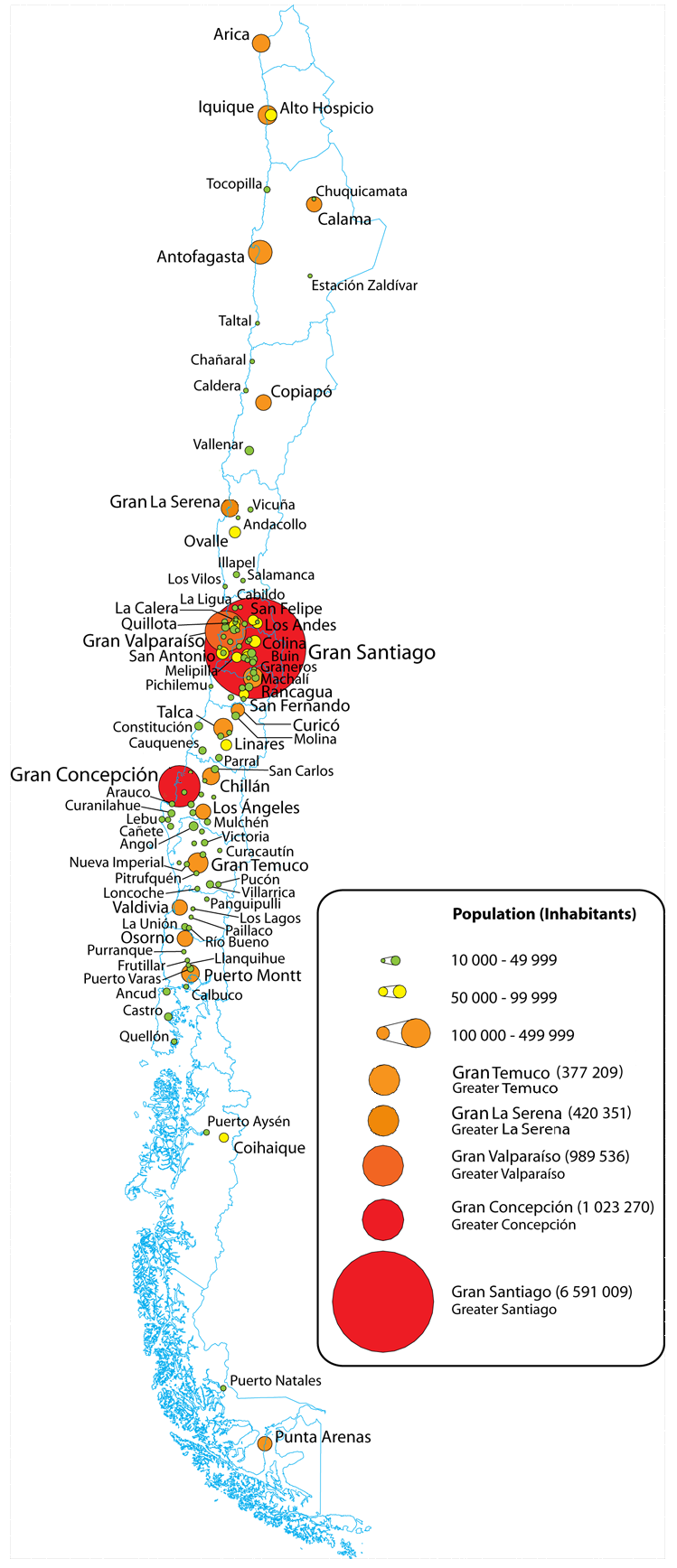
Chile. Conurbaciones y ciudades sobre 10 000 hab., cálculo 2005.

Las condiciones sociales de la población han mejorado ostensiblemente con respecto a las de hace una década en gran medida gracias al crecimiento económico, el amplio acceso al crédito y a unas políticas sociales sensibles con los problemas de Chile. La tasa de mortalidad infantil se encuentra en el 7,9 ‰ en 2009. El porcentaje de población en condiciones de pobreza ha caído del 45,1 % en 1987 al 15,1 % en 2009. La indigencia fue del 3,7 % ese año. La esperanza de vida estimada en 2009 es una de las más altas de América Latina, que según el INE es de 78,4 años (75,7 años para los hombres y 81,2 para las mujeres). El índice de alfabetismo es del 95,8 % (2002).
Los extensos barrios de infraviviendas o de construcción precaria, denominadas poblaciones callampas (o más formalmente, campamentos), surgidos en los años 1970 y 1980, han ido desapareciendo a gran velocidad por el impulso de las políticas habitacionales, que han permitido realojar a un gran número de familias en sectores de viviendas sociales con acceso a servicios de electricidad, agua potable, teléfono y comercios.
En Santiago se concentra cerca del 40 % de la población total de Chile. Su número apenas ha variado con respecto a la de hace una década, en parte por la progresiva emigración de su población desde la ciudad hacia los nuevos suburbios, San Bernando, Puente Alto, Buin, Paine, Peñaflor y Colina, entre otros. Lo que la convierte en una de las áreas metropolitanas más pobladas de América Latina y una gran aglutinadora de industria y servicios.

## Segmentación socioeconómica

Distribución en deciles de los ingresos autónomos por hogar en pesos chilenos a noviembre de 2009.

Oficialmente el Estado chileno, por medio del Ministerio de Desarrollo Social y Familia (MINDES), clasifica a la población en quintiles (o deciles) de ingreso autónomo, en el cual cada quintil corresponde al 20 % de los hogares ordenados por ingreso per cápita del hogar, siendo el primer quintil el 20 % más pobre, y el último quintil el 20 % más rico.
| Decil | Per cápita del hogar | Per cápita del hogar | Per cápita del hogar | Hogar     |
| Decil | Mínimo               | Máximo               | Promedio             | Hogar     |
| ----- | -------------------- | -------------------- | -------------------- | --------- |
| I     | —                    | 32 822               | 16 841               | 75 687    |
| II    | 32 825               | 49 400               | 41 358               | 179 457   |
| III   | 49 407               | 65 650               | 57 262               | 239 074   |
| IV    | 65 653               | 83 658               | 74 496               | 298 447   |
| V     | 83 660               | 102 967              | 93 201               | 345 526   |
| VI    | 102 973              | 130 656              | 115 710              | 429 983   |
| VII   | 130 669              | 169 754              | 148 431              | 533 240   |
| VIII  | 169 760              | 236 509              | 199 075              | 681 531   |
| IX    | 236 527              | 393 947              | 301 240              | 983 646   |
| X     | 394 073              | 32 085 000           | 884 961              | 2 365 797 |

Encuesta Casén 2006.

## Estadísticas

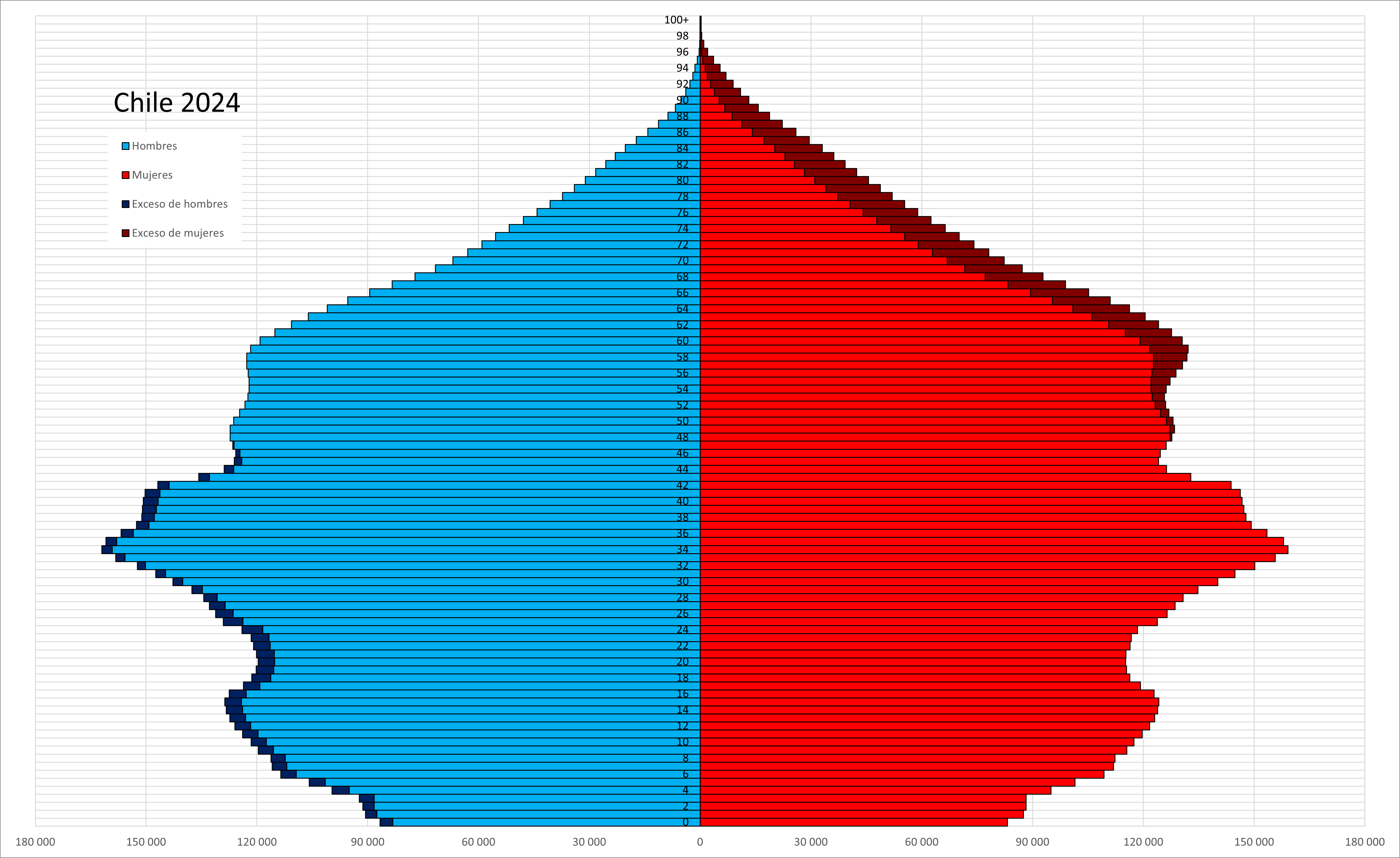
Pirámide de población de Chile, al 2024.

### Estructura etaria
0-14 años: 17,7 %
15-64 años: 68,3 %
65 años y más: 14 %

### Media de edad
Total: 31,4 años
Hombres: 30,4 años
Mujeres: 32,4 años (CIA, 2008 est.)

### Índice de masculinidad
Al nacer: 1,05 hombre(s)/mujer
Menos de 15 años: 1,05 hombre(s)/mujer
15-64 años: 1 hombre(s)/mujer
65 años y más: 0,72 hombre(s)/mujer
Total población: 0,96 hombre(s)/mujer (CIA, 2009 est.)

### Expectativa de vida al nacer
Población total: 81,2 años (I.N.E. CHILE, 2012 est.)
Hombre: 80,1 años (I.N.E. CHILE, 2012 est.)
Mujer: 82,3 años (I.N.E. CHILE, 2012 est.)

### VIH/Sida
Tasa de prevalencia en adultos: 0,2 % (CIA, 2012 est.)
Personas viviendo con VIH/Sida: 22.254 (CIA, 2012 est.)
Muertes: 400 (CIA, 2012 est.)

### Indicadores básicos (serie histórica)
A continuación se presenta la serie histórica de indicadores básicos de la República de Chile:
|       | Población (por 1000) | Nacimientos | Defunciones | Cambio Natural | Tasa bruta de natalidad (por 1000) | Tasa bruta de mortalidad (por 1000) | Cambio natural (por 1000) | Fertilidad | Tasa de mortalidad infantil (por 1000) | Esperanza de vida Hombres (en años) | Esperanza de vida Mujeres (en años) | Esperanza de vida total (en años) |
| ----- | -------------------- | ----------- | ----------- | -------------- | ---------------------------------- | ----------------------------------- | ------------------------- | ---------- | -------------------------------------- | ----------------------------------- | ----------------------------------- | --------------------------------- |
| 1950  | 6081                 | 206 582     | 91 180      | 115 402        | 34.0                               | 15.0                                | 19.0                      |            |                                        |                                     |                                     |                                   |
| 1951  | 6218                 | 209 794     | 92 728      | 117 066        | 33.7                               | 14.9                                | 18.8                      |            |                                        |                                     |                                     |                                   |
| 1952  | 6354                 | 225 758     | 81 966      | 143 792        | 35.5                               | 12.9                                | 22.6                      |            |                                        |                                     |                                     |                                   |
| 1953  | 6491                 | 222 956     | 80 068      | 142,888        | 34.3                               | 12.4                                | 21.9                      |            |                                        |                                     |                                     |                                   |
| 1954  | 6627                 | 220 968     | 84 519      | 136 449        | 33.3                               | 12.8                                | 20.5                      |            |                                        |                                     |                                     |                                   |
| 1955  | 6764                 | 237 213     | 87 843      | 149 370        | 35.1                               | 13.0                                | 22.1                      |            |                                        |                                     |                                     |                                   |
| 1956  | 6940                 | 249 756     | 84 199      | 165 557        | 36.0                               | 12.1                                | 23.9                      |            |                                        |                                     |                                     |                                   |
| 1957  | 7116                 | 262 746     | 91 506      | 171 240        | 36.9                               | 12.9                                | 24.0                      |            |                                        |                                     |                                     |                                   |
| 1958  | 7291                 | 263 418     | 88 930      | 174 488        | 36.1                               | 12.2                                | 23.9                      |            |                                        |                                     |                                     |                                   |
| 1959  | 7467                 | 267 657     | 94 491      | 173 166        | 35.8                               | 12.7                                | 23.1                      |            |                                        |                                     |                                     |                                   |
| 1960  | 7643                 | 282 681     | 95 486      | 187 195        | 37.0                               | 12.5                                | 24.5                      |            |                                        | 54.6                                | 60.1                                | 57.2                              |
| 1961  | 7843                 | 290 412     | 91 348      | 199 064        | 37.0                               | 11.6                                | 25.4                      |            |                                        | 54.9                                | 60.5                                | 57.6                              |
| 1962  | 8044                 | 304 930     | 94 874      | 210 056        | 37.9                               | 11.8                                | 26.1                      |            |                                        | 55.3                                | 61.0                                | 58.0                              |
| 1963  | 8245                 | 309 908     | 98 293      | 211 615        | 37.6                               | 11.9                                | 25.7                      |            |                                        | 55.7                                | 61.5                                | 58.5                              |
| 1964  | 8445                 | 306 050     | 94 058      | 211 992        | 36.2                               | 11.1                                | 25.1                      |            |                                        | 56.1                                | 62.0                                | 58.9                              |
| 1965  | 8646                 | 308 014     | 91 648      | 216 366        | 35.6                               | 10.6                                | 25.0                      |            |                                        | 56.5                                | 62.5                                | 59.4                              |
| 1966  | 8831                 | 295 761     | 95 450      | 200 311        | 33.5                               | 10.8                                | 22.7                      |            |                                        | 57.0                                | 63.1                                | 59.9                              |
| 1967  | 9015                 | 277 009     | 86 840      | 190 169        | 30.7                               | 9.6                                 | 21.1                      |            | 94.7                                   | 57.5                                | 63.6                                | 60.5                              |
| 1968  | 9200                 | 273 296     | 84 433      | 188 863        | 29.7                               | 9.2                                 | 20.5                      |            | 87.0                                   | 58.1                                | 64.2                                | 61.0                              |
| 1969  | 9385                 | 268 807     | 84 336      | 184 471        | 28.6                               | 9.0                                 | 19.6                      |            | 83.1                                   | 58.6                                | 64.8                                | 61.6                              |
| 1970  | 9569                 | 261 609     | 83 014      | 178 595        | 27.3                               | 8.7                                 | 18.6                      |            | 82.2                                   | 59.2                                | 65.5                                | 62.3                              |
| 1971  | 9738                 | 273 518     | 83 456      | 190 062        | 28.1                               | 8.6                                 | 19.5                      |            | 73.9                                   | 59.8                                | 66.1                                | 62.9                              |
| 1972  | 9907                 | 277 891     | 87 429      | 190 462        | 28.0                               | 8.8                                 | 19.2                      |            | 72.7                                   | 60.5                                | 66.8                                | 63.6                              |
| 1973  | 10 076               | 276 650     | 80 994      | 195 656        | 27.5                               | 8.0                                 | 19.5                      |            | 65.8                                   | 61.1                                | 67.6                                | 64.2                              |
| 1974  | 10 244               | 267 977     | 78 493      | 189 484        | 26.2                               | 7.7                                 | 18.5                      |            | 61.8                                   | 61.8                                | 68.2                                | 64.9                              |
| 1975  | 10 413               | 256 543     | 74 481      | 182 062        | 24.6                               | 7.2                                 | 17.4                      |            | 54.1                                   | 62.4                                | 68.9                                | 65.6                              |
| 1976  | 10 565               | 247 722     | 80 537      | 167 185        | 23.4                               | 7.6                                 | 15.8                      |            | 53.2                                   | 63.1                                | 69.6                                | 66.3                              |
| 1977  | 10 717               | 240 463     | 73 446      | 167 017        | 22.4                               | 6.8                                 | 15.6                      |            | 47.1                                   | 63.2                                | 69.8                                | 67.0                              |
| 1978  | 10 869               | 236 780     | 72 436      | 164 344        | 21.8                               | 6.7                                 | 15.1                      |            | 37.5                                   | 63.9                                | 70.6                                | 67.7                              |
| 1979  | 11 021               | 241 077     | 74 528      | 166 549        | 21.9                               | 6.8                                 | 15.1                      |            | 35.3                                   | 64.6                                | 71.3                                | 68.4                              |
| 1980  | 11 174               | 247 013     | 74 109      | 172 904        | 22.1                               | 6.6                                 | 15.5                      |            | 31.1                                   | 65.3                                | 72.0                                | 69.0                              |
| 1981  | 11 359               | 264 809     | 69 971      | 194 838        | 23.3                               | 6.2                                 | 17.1                      |            | 26.1                                   | 66.0                                | 72.7                                | 69.7                              |
| 1982  | 11 545               | 270 003     | 69 887      | 200 116        | 23.4                               | 6.1                                 | 17.3                      |            | 23.3                                   | 66.7                                | 73.4                                | 70.2                              |
| 1983  | 11 731               | 256 539     | 74 296      | 182 243        | 21.9                               | 6.3                                 | 15.6                      |            | 22.0                                   | 67.4                                | 74.2                                | 70.8                              |
| 1984  | 11 916               | 265 016     | 74 669      | 190 347        | 22.2                               | 6.3                                 | 15.9                      |            | 19.8                                   | 68.0                                | 74.6                                | 71.3                              |
| 1985  | 12 047               | 261 978     | 73 534      | 188 444        | 21.7                               | 6.1                                 | 15.6                      |            | 19.4                                   | 68.5                                | 75.0                                | 71.7                              |
| 1986  | 12 248               | 272 997     | 72 209      | 200 788        | 22.3                               | 5.9                                 | 16.4                      |            | 19.1                                   | 68.9                                | 75.3                                | 72.2                              |
| 1987  | 12 454               | 279 762     | 70 559      | 209 203        | 22.5                               | 5.7                                 | 16.8                      |            | 18.5                                   | 69.2                                | 75.5                                | 72.5                              |
| 1988  | 12 667               | 296 581     | 74 435      | 222 146        | 23.4                               | 5.9                                 | 17.5                      |            | 18.8                                   | 69.6                                | 75.9                                | 72.9                              |
| 1989  | 12 883               | 303 798     | 75 453      | 228 345        | 23.6                               | 5.9                                 | 17.7                      |            | 16.9                                   | 70.0                                | 76.2                                | 73.2                              |
| 1990  | 13 179               | 307 522     | 78 434      | 229 118        | 23.3                               | 6.0                                 | 17.3                      |            | 15.9                                   | 70.4                                | 76.5                                | 73.5                              |
| 1991  | 13 422               | 299 456     | 74 862      | 224 594        | 22.3                               | 5.6                                 | 16.7                      |            | 14.6                                   | 70.8                                | 76.8                                | 73.8                              |
| 1992  | 13 665               | 293 787     | 74 090      | 219 697        | 21.5                               | 5.4                                 | 16.1                      | 2.36       | 14.3                                   | 71.1                                | 77.1                                | 74.1                              |
| 1993  | 13 908               | 290 438     | 76 261      | 214 177        | 20.9                               | 5.5                                 | 15.4                      | 2.32       | 13.1                                   | 71.5                                | 77.4                                | 74.4                              |
| 1994  | 14 152               | 288 175     | 75 445      | 212 730        | 20.4                               | 5.3                                 | 15.1                      | 2.28       | 12.1                                   | 71.6                                | 77.7                                | 74.7                              |
| 1995  | 14 395               | 279 928     | 78 517      | 201 411        | 19.4                               | 5.5                                 | 13.9                      | 2.20       | 11.3                                   | 71.8                                | 77.9                                | 75.0                              |
| 1996  | 14 596               | 278 729     | 79 123      | 199 606        | 19.1                               | 5.4                                 | 13.7                      | 2.18       | 11.4                                   | 72.1                                | 78.2                                | 75.2                              |
| 1997  | 14 796               | 273 641     | 78 472      | 195 169        | 18.5                               | 5.3                                 | 13.2                      | 2.13       | 10.3                                   | 72.4                                | 78.5                                | 75.5                              |
| 1998  | 14 997               | 270 637     | 80 257      | 190 380        | 18.0                               | 5.4                                 | 12.6                      | 2.10       | 10.7                                   | 72.7                                | 78.8                                | 75.8                              |
| 1999  | 15 197               | 263 867     | 81 984      | 181 883        | 17.4                               | 5.4                                 | 12.0                      | 2.04       | 10.4                                   | 73.0                                | 79.1                                | 76.1                              |
| 2000  | 15 398               | 261 993     | 78 814      | 183 179        | 17.0                               | 5.1                                 | 11.9                      | 2.02       | 9.3                                    | 73.2                                | 79.4                                | 76.4                              |
| 2001  | 15 572               | 259 069     | 81 871      | 177 198        | 16.6                               | 5.3                                 | 11.3                      | 1.98       | 8.7                                    | 73.5                                | 79.6                                | 76.6                              |
| 2002  | 15 746               | 251 559     | 81 080      | 170 479        | 16.0                               | 5.1                                 | 10.9                      | 1.92       | 8.1                                    | 73.8                                | 80.0                                | 76.9                              |
| 2003  | 15 919               | 246 827     | 83 672      | 163 155        | 15.5                               | 5.3                                 | 10.2                      | 1.87       | 8.2                                    | 74.0                                | 80.1                                | 77.2                              |
| 2004  | 16 093               | 242 476     | 86 138      | 156 338        | 15.1                               | 5.4                                 | 9.7                       | 1.83       | 8.7                                    | 74.3                                | 80.4                                | 77.4                              |
| 2005  | 16 267               | 242 980     | 86 102      | 156 878        | 14.9                               | 5.3                                 | 9.6                       | 1.82       | 8.2                                    | 74.5                                | 80.6                                | 77.6                              |
| 2006  | 16 433               | 243 561     | 85 639      | 157 922        | 14.8                               | 5.2                                 | 9.6                       | 1.81       | 7.9                                    | 74.8                                | 80.8                                | 77.9                              |
| 2007  | 16 598               | 242 054     | 93 000      | 149 054        | 14.6                               | 5.6                                 | 9.0                       | 1.87       | 7.8                                    | 75.0                                | 81.0                                | 78.1                              |
| 2008  | 16 763               | 248 366     | 90 168      | 158 198        | 14.8                               | 5.4                                 | 9.4                       | 1.90       | 8.3                                    | 75.3                                | 81.2                                | 78.3                              |
| 2009  | 16 929               | 253 584     | 91 965      | 161 619        | 15.0                               | 5.4                                 | 9.6                       | 1.92       | 7.9                                    | 75.5                                | 81.5                                | 78.6                              |
| 2010  | 17 094               | 251 199     | 97 930      | 153 269        | 14.7                               | 5.7                                 | 9.0                       | 1.90       | 7.4                                    | 75.8                                | 81.7                                | 78.8                              |
| 2011  | 17 2481              | 247 358     | 94 985      | 152 373        | 14.4                               | 5.5                                 | 8.9                       | 1.87       | 7.7                                    | 76.0                                | 81.8                                | 79.0                              |
| 2012  | 17 445               | 243 635     | 98 711      | 144 924        | 14.0                               | 5.7                                 | 8.3                       | 1.80       | 7.4                                    | 76.3                                | 82.1                                | 79.2                              |
| 2013  | 17 612               | 242 862     | 99 770      | 143 092        | 13.8                               | 5.7                                 | 8.1                       | 1.79       | 7.0                                    | 76.6                                | 82.3                                | 79.4                              |
| 2014  | 17 787               | 252 194     | 101 960     | 150 234        | 14.2                               | 5.7                                 | 8.5                       | 1.84       | 7.2                                    | 76.8                                | 82.5                                | 79.6                              |
| 2015  | 17 971               | 244 670     | 103 327     | 141 343        | 13.6                               | 5.8                                 | 7.8                       | 1.78       | 6.9                                    | 77.0                                | 82.7                                | 79.8                              |
| 2016  | 18 167               | 231 749     | 104 026     | 127 723        | 12.8                               | 5.7                                 | 7.1                       | 1.68       | 7.0                                    | 77.2                                | 82.9                                | 80.0                              |
| 2017  | 18 419               | 219 186     | 106 344     | 112 842        | 11.9                               | 5.8                                 | 6.1                       | 1.58       | 7.1                                    | 77.4                                | 83.0                                | 80.2                              |
| 2018  | 18 751               | 221 724     | 106 786     | 114 938        | 11.8                               | 5.7                                 | 6.1                       | 1.55       | 6.6                                    | 77.7                                | 83.2                                | 80.4                              |
| 2019  | 19 107               | 210 367     | 109 349     | 101 018        | 11.0                               | 5.7                                 | 5.3                       | 1.44       | 5,5                                    |                                     |                                     |                                   |
| 20201 | 19 458               | 196 043*    | 125 771*    | 71 232*        | 10.1                               | 6.5                                 | 3.6                       |            |                                        |                                     |                                     |                                   |

### Estadísticas vitales actuales
- Número de nacimientos desde enero–marzo de 2020 =  51,904
- Número de nacimientos desde enero-marzo de 2021 =  42,171
- Número de fallecidos desde enero-marzo de 2020 =  25,674
- Número de fallecidos desde enero-marzo de 2021 =  33,196
- Saldo natural desde enero-marzo de 2020 =  26,230
- Saldo natural desde enero-marzo de 2021 =  8,975

Fuente: Departamento de Estadísticas e Información de Salud.